# Tam, na nevedomykh dorozjkakh
Tam, na nevedomykh dorozjkakh (russisk: Там, на неведомых дорожках...) er en sovjetisk spillefilm fra 1982 af Mikhail Juzovskij.

## Medvirkende
- Roman Monastyrskij — Mitja Sidorov
- Tatjana Aksjuta — Vasilisa Afanasjevna
- Tatjana Pelttser — Jaga
- Jelizaveta Nikisjjihina — Kikimora
- Leonid Kharitonov — Makar